# Tópico
Tópico é um objeto de um fórum de discussão que se refere a um assunto específico dentro da área (chamada de sala) para o qual os usuários postam mensagens acerca do assunto tratado nesse tópico. A rede social orkut utilizava uma estrutura de tópicos dentro de comunidades.

## Tipos de tópicos
Anúncio é um tópico, quase sempre criado pela equipe de moderação de um fórum de discussão, objetivando a publicação das regras do Fórum e/ou da sala onde o mesmo se encontra, bem como informações sobre decisões de membros da equipe de moderação. São os tópicos que ficam no topo de todas as páginas de uma determinada sala.
Um tópico fixo pode ter sido postado por qualquer membro do fórum e, posteriormente, ter seu staus alterado por um moderador ou administrador. Geralmente são listados na primeira página da sala, após os anúncios.
O tipo de tópico padrão nos fóruns é o tipo normal, que é ordenado por data de forma decrescente (do mais novo para o mais antigo).